# Ithycythara auberiana
Ithycythara auberiana é uma espécie de gastrópode do gênero Ithycythara, pertencente a família Mangeliidae.